# The Wallflowers
The Wallflowers (engl. Die Mauerblümchen) ist eine Rockband aus Los Angeles, Kalifornien. Sie wurde 1990 gegründet und veröffentlichte 1992 ihr gleichnamiges Debütalbum. Die Band besteht derzeit aus Bob Dylans jüngstem Sohn Jakob Dylan (Gitarre und Gesang), Jack Irons (Schlagzeug), Rami Jaffee (Keyboard), Stuart Mathis (Gitarre) und Greg Richling (Bass). Die Band orientiert sich musikalisch an Größen wie Bruce Springsteen, Tom Petty, Van Morrison, Counting Crows oder The Clash. Sie entwickelte daraus ihren eigenen Stil, der sich aus Elementen des Rock, Country und Pop zusammensetzt.

## Geschichte
Mit ihrem 1996 erschienenen Album Bringing Down the Horse und den dazugehörigen Titeln One Headlight und 6th Avenue Heartache gelang der Band der Durchbruch. Es folgte die Hit-Single Heroes, eine Coverversion des von David Bowie geschriebenen Liedes, die im Soundtrack zum Film Godzilla verwendet wurde.
One Headlight schaffte es bis auf Platz 2 der amerikanischen Billboard Hot 100 Charts. Bei den Grammy Awards 1998 wurden die Wallflowers gleich zweimal ausgezeichnet. Die Band erhielt einen Grammy für die beste Darbietung eines Duos oder einer Gruppe mit Gesang in der Kategorie Rock sowie einen weiteren Grammy für One Headlight als bester Rocksong.
Nach fast vier Jahren brachten die Wallflowers ihr nächstes Album heraus. Breach enthielt die Singles Sleepwalker und Letters from the Wasteland.
Im November 2002 veröffentlichte die Band ihr viertes Studio-Album, Red Letter Days (RLD). RLD war das erste Wallflowers-Album, auf dem Sänger Jakob Dylan einen Großteil der Gitarren-Parts selbst übernahm. RLD war vom Sound her deutlich aggressiver als die Vorgänger-Alben. Die Single-Auskopplung When You're on Top wurde zum Hit bei amerikanischen AAA-Radiostationen. Die Verkaufszahlen des Albums konnten jedoch nicht an die seiner Vorgänger anknüpfen.
Im Mai 2005 veröffentlichten die Wallflowers die CD Rebel, Sweetheart. Produziert wurde das Album von Brendan O’ Brien.
Nach Auslaufen des Plattenvertrages mit dem Label Interscope konzentrierten sich die Bandmitglieder zunächst auf andere Projekte. Keyboarder Rami Jaffee ging mit den Foo Fighters auf Tour, der damalige Schlagzeuger Fred Eltringham arbeitete mit den Dixie Chicks und Bandleader Jakob Dylan machte als Solokünstler mit zwei von den Kritikern hochgelobten akustischen Folk-Alben von sich reden: 2008 erschien Dylans Solo-Album Seeing Things, im April 2010 wurde Women + Country veröffentlicht.
Im Januar 2012 gingen The Wallflowers ins Studio, um ihr neues Album aufzunehmen. Das Album erschien im Oktober 2012 und trägt den Titel Glad All Over.

## Diskografie

### Studioalben
| Jahr | Titel                   | Höchstplatzierung, Gesamtwochen, AuszeichnungChartplatzierungen (Jahr, Titel, Platzierungen, Wochen, Auszeichnungen, Anmerkungen) | Höchstplatzierung, Gesamtwochen, AuszeichnungChartplatzierungen (Jahr, Titel, Platzierungen, Wochen, Auszeichnungen, Anmerkungen) | Höchstplatzierung, Gesamtwochen, AuszeichnungChartplatzierungen (Jahr, Titel, Platzierungen, Wochen, Auszeichnungen, Anmerkungen) | Höchstplatzierung, Gesamtwochen, AuszeichnungChartplatzierungen (Jahr, Titel, Platzierungen, Wochen, Auszeichnungen, Anmerkungen) | Höchstplatzierung, Gesamtwochen, AuszeichnungChartplatzierungen (Jahr, Titel, Platzierungen, Wochen, Auszeichnungen, Anmerkungen) | Anmerkungen                            |
| Jahr | Titel                   | DE | AT | CH | UK | US | Anmerkungen                            |
| ---- | ----------------------- | --- | --- | --- | --- | --- | -------------------------------------- |
| 1992 | The Wallflowers         | — | — | — | — | — | Erstveröffentlichung: 25. August 1992  |
| 1996 | Bringing Down the Horse | — | AT40 (4 Wo.)AT | — | UK58 (3 Wo.)UK | US4 ×4Vierfachplatin · (98 Wo.)US                                                                                                 | Erstveröffentlichung: 21. Mai 1996     |
| 2000 | (Breach)                | DE88 (2 Wo.)DE | — | CH48 (6 Wo.)CH | — | US13 Gold · (15 Wo.)US | Erstveröffentlichung: 10. Oktober 2000 |
| 2002 | Red Letter Days         | — | — | — | — | US32 (4 Wo.)US | Erstveröffentlichung: 5. November 2002 |
| 2005 | Rebel, Sweetheart       | — | — | — | — | US40 (4 Wo.)US | Erstveröffentlichung: 24. Mai 2005     |
| 2012 | Glad All Over           | — | — | — | — | US48 (2 Wo.)US | Erstveröffentlichung: 2. Oktober 2012  |
| 2021 | Exit Wounds             | DE90 (1 Wo.)DE | — | CH29 (1 Wo.)CH | — | US183 (1 Wo.)US | Erstveröffentlichung: 9. Juli 2021     |

### Kompilationen
| Jahr | Titel                | Höchstplatzierung, Gesamtwochen, AuszeichnungChartsChartplatzierungen (Jahr, Titel, Platzierungen, Wochen, Auszeichnungen, Anmerkungen) | Anmerkungen                     |
| Jahr | Titel                | US | Anmerkungen                     |
| ---- | -------------------- | --- | ------------------------------- |
| 2009 | Collected: 1996–2005 | US137 (1 Wo.)US | Erstveröffentlichung: Juni 2009 |

Weitere Kompilationen
- 2005: iTunes Originals
- 2010: Looking Through You: Another Collection

### Singles
| Jahr | Titel Album                            | Höchstplatzierung, Gesamtwochen, AuszeichnungChartplatzierungen (Jahr, Titel, Album, Platzierungen, Wochen, Auszeichnungen, Anmerkungen) | Höchstplatzierung, Gesamtwochen, AuszeichnungChartplatzierungen (Jahr, Titel, Album, Platzierungen, Wochen, Auszeichnungen, Anmerkungen) | Höchstplatzierung, Gesamtwochen, AuszeichnungChartplatzierungen (Jahr, Titel, Album, Platzierungen, Wochen, Auszeichnungen, Anmerkungen) | Anmerkungen                              |
| Jahr | Titel Album                            | DE | UK | US | Anmerkungen                              |
| ---- | -------------------------------------- | --- | --- | --- | ---------------------------------------- |
| 1997 | One Headlight Bringing Down the Horse  | DE88 (9 Wo.)DE | UK54 (2 Wo.)UK | — | Erstveröffentlichung: 27. Januar 1997    |
| 1997 | Three Marlenas Bringing Down the Horse | — | UK93 (1 Wo.)UK | — | Erstveröffentlichung: 7. Oktober 1997    |
| 1998 | Heroes Godzilla: The Album             | DE85 (5 Wo.)DE | — | — | Erstveröffentlichung: 1998               |
| 2000 | Sleepwalker (Breach)                   | — | — | US73 (6 Wo.)US | Erstveröffentlichung: 11. September 2000 |

Weitere Singles
- 1996: 6th Avenue Heartache
- 1997: The Difference
- 2001: Letters from the Wasteland
- 2002: When You're on Top
- 2002: Closer to You
- 2002: How Good It Can Get
- 2005: The Beautiful Side of Somewhere
- 2005: God Says Nothing Back
- 2012: Reboot the Mission

## Auszeichnungen für Musikverkäufe
| Goldene Schallplatte - Australien - 1997: für das Album Bringing Down the Horse - 1997: für die Single One Headlight - Spanien - 1997: für das Album Bringing Down the Horse | Platin-Schallplatte - Neuseeland - 2021: für die Single One Headlight |

Anmerkung: Auszeichnungen in Ländern aus den Charttabellen bzw. Chartboxen sind in ebendiesen zu finden.
| Land/RegionAuszeichnungen für Musikverkäufe (Land/Region, Auszeichnungen, Verkäufe, Quellen) | Gold     | Platin     | Verkäufe  | Quellen             |
| -------------------------------------------------------------------------------------------- | -------- | ---------- | --------- | ------------------- |
| Australien (ARIA)                                                                            | 2× Gold2 | —          | 70.000    | aria.com.au         |
| Neuseeland (RMNZ)                                                                            | —        | Platin1    | 30.000    | radioscope.co.nz    |
| Spanien (Promusicae)                                                                         | Gold1    | —          | 50.000    | elportaldemusica.es |
| Vereinigtes Königreich (BPI)                                                                 | Gold1    | 4× Platin4 | 1.300.000 | bpi.co.uk           |
| Insgesamt                                                                                    | 4× Gold4 | 5× Platin5 |           |                     |